# Zuidwijk (Oud-Beijerland)
De Zuidwijk is een buurt (buurt 7) in het dorp Oud-Beijerland, gemeente Hoeksche Waard, in de Nederlandse provincie Zuid-Holland. De buurt heeft een oppervlakte van 80 ha, waarvan 1 ha water. De Zuidwijk wordt omringd door de Zinkweg, het landelijk gebied, De Hoogerwerf, Centrum-Zuid, de Zeeheldenwijk en de Zoomwijck. De buurt kent 1305 huishoudens en heeft 3275 inwoners (2013; 4154 inw/km²)
Wijk 00: De Bosschen · De Hoogerwerf · Centrum-Noord · Centrum-Zuid · Croonenburghwijk · Landelijk gebied · Oosterse Gorzenwijk (Gorzenhoek) · Poortwijk (Poortwijk I, II en III) · Spuioeverwijk · Zeeheldenwijk · Zinkweg · Zoomwijck · Zuidwijk